# Skatol
Skatol (od stgr. σκῶρ skôr, dop. σκατός skatós „gnój”), 3-metyloindol – heterocykliczny, organiczny związek chemiczny, metylowa pochodna indolu. W czystej formie tworzy białe kryształy. Występuje m.in. w kale ssaków, smole węglowej, burakach i cywecie. Wykorzystywany w przemyśle perfumeryjnym oraz jako dodatek smakowy do papierosów.

## Właściwości
W małych stężeniach ma przyjemny kwiatowy zapach przypominający kwiaty jaśminu i pomarańczy. Natomiast w większych stężeniach zapach ten jest zazwyczaj określany jako odrażający zapach fekaliów, a sam skatol, obok indolu, jest uważany za jedno z głównych źródeł tego zapachu (skatol i indol występują w nich jako produkty metabolizmu bakterii beztlenowych, stanowiąc produkt degradacji tryptofanu). W 1987 r. zakwestionowano ten pogląd, stwierdzając, że wprawdzie skatol i indol są obecne w odchodach ludzkich, ale źródłem ich zapachu są przede wszystkim związki siarkoorganiczne (metanotiol CH
3SH, disiarczek dimetylu CH
3S−SCH
3 i trisiarczek dimetylu CH
3S−S−SCH
3). Równocześnie zapach czystego skatolu określono jako przypominający zapach naftaliny (kulek na mole).

## Otrzymywanie
Można go otrzymać metodą syntezy indoli Fischera z fenylohydrazyny i aldehydu propionowego (metoda ta została opracowana w latach 1883–1884 przez Hermanna Emila Fischera):

Synteza skatolu (R1 = Me, R2 = H) metodą Fischera
Można go też izolować ze smoły pogazowej.